# Sebba
Sebba – miasto we wschodniej części Burkiny Faso. Jest stolicą prowincji Yagha.